# Rover (raper)
Rover, właśc. Mateusz Pustuła (ur. 26 lutego 1987 w Kielcach) – polski raper, fotograf, twórca filmowy i nauczyciel języka polskiego w III LO w Kielcach.

## Kariera
Działalność artystyczną, początkowo o lokalnym zasięgu rozpoczął w 2004 roku. W 2007 roku wraz z Dejotem nagrał pierwszy nielegal zatytułowany Szukam odpowiedzi. Natomiast rok później wraz z Jarsonem wydał nielegal pt. Rok ciśnień. W 2010 roku wystąpił na mixtape'ie Dejana - Kielce się walą. Muzyk wystąpił w piosence "Naturalne piękno". Następnie raper gościł na nielegalu Luxona pt. 2008-2010 kompilacje, gdzie rapował w trzech utworach "Mów mi Legion", "Tuu" oraz "Wygrałem życie". Wkrótce potem Rover nawiązał współpracę z niewielką oficyną Faza Records. 19 stycznia 2011 roku ukazał się solowy debiut Rovera zatytułowany Kalejdoskop wspomnień. Gościnnie na płycie wystąpili Luxon, Belo i P.A.G. W ramach promocji wydawnictwa został zrealizowany teledysk do utworu tytułowego. Także w 2011 roku raper gościł na płytach Planet ANM – Sygnał i HuczuHucza – Po tej stronie raju. Rok później, 29 czerwca nakładem wytwórni muzycznej High Time ukazała się druga solowa produkcja Rovera pt. 24. Wydawnictwo było promowane teledyskami do utworów "Mów do mnie", "Kropla" oraz "Sen / Poranek".
Wcześniej, także w 2012 roku muzyk gościł na albumie eRbit – Człowiek z plejbeku w utworze "Dokończ ze mną tekst". Natomiast pod koniec roku wystąpił na albumie TMK Aka Piekielny/R-Ice - Kilka kartek w piosenkach "Siła" i "Dziś się bawmy". Na początku 2013 roku Rover wystąpił gościnnie na albumie Jokera NS - Świat od zaraz. Następnie rapował na płytach Wichera i Jimmy'ego Kissa - Werniks, Konika i Kuotera - Parę przemyśleń oraz Deobsona - Oddycham. 28 października tego samego roku do sprzedaży trafił trzeci album solowy Rovera zatytułowany Odźwierny. Produkcji nagrań podjęli się m.in. SoDrumatic, Bob Air i Pawbeats. Z kolei wśród gości znaleźli się Wdowa, Darek Perczak i Luka. W ramach promocji do pochodzących z płyty piosenek "Konfesjonał / Surrealizm", "Autobiografia", "Roadtrip 2" i "Jednorożec" oraz "Motyle" zostały zrealizowane wideoklipy. Płyta przysporzyła muzykowi pierwszego sukcesu komercyjnego plasując się 21. krajowej listy przebojów (OLiS). Również w październiku Rover gościł na albumie Z.B.U.K.U – Że życie ma sens w promowanej teledyskiem piosence "To więcej niż muzyka". W 2018 roku współreżyserował film dokumentalny „Projekt Lunik”, w którym odpowiedzialny był również za zdjęcia. Film został nagrodzony między innymi Grand Video Awards 2018 w kategorii Publicystyka.

## Edukacja
W 2006 ukończył III LO im. C.K. Norwida w Kielcach.

## Dyskografia
Albumy
| Szukam odpowiedzi (oraz Dejot) | - Data: 2007 - Wydawca: brak (nielegal)                  | —  |
| Rok ciśnień (oraz Jarson)      | - Data: 16 września 2008 - Wydawca: brak (nielegal)      | —  |
| Kalejdoskop wspomnień          | - Data: 19 stycznia 2011 - Wydawca: Faza Records         | —  |
| 24                             | - Data: 29 czerwca 2012 - Wydawca: High Time             | —  |
| Odźwierny                      | - Data: 28 października 2013 - Wydawca: Step Records     | 21 |
| Słowoplastyka                  | - Data: 3 kwietnia 2015 - Wydawca: Step Records          | 20 |
| Narkolepsja (EP)               | - Data: 15 grudnia 2017 - Wydawca: BeDone                | —  |
| Puszka Pandory (EP)            | - Data: 7 września 2018 - Wydawca: Marcin Szmuc & Rześko | —  |
| "—" album nie był notowany.    |                                                          |    |

Inne
| Album                                    | Rok  | Utwór | Źródło |
| ---------------------------------------- | ---- | --- | ------ |
| Dejan – Kielce się walą                  | 2010 | "Naturalne piękno" (gościnnie: Rover)                                                                            | [ 4 ]  |
| Luxon – 2008-2010 kompilacje             | 2010 | "Mów mi Legion" (gościnnie: Rover) "Tuu" (gościnnie: Rover) "Wygrałem życie" (gościnnie: Rover, Jogas, DJ Emuer) | [ 5 ]  |
| Planet ANM – Sygnał                      | 2011 | "Nic wbrew sobie" (gościnnie: Rover)                                                                             | [ 8 ]  |
| HuczuHucz – Po tej stronie raju          | 2011 | "Brak mi" (gościnnie: Rover, Leh, DJ Klasyk)                                                                     | [ 9 ]  |
| eRbit – Człowiek z plejbeku              | 2012 | "Dokończ ze mną tekst" (gościnnie: Daemo, Rover, TMK aka Piekielny)                                              | [ 14 ] |
| ZdunO – Kilka moich przemyśleń EP5       | 2012 | "Kilka wyrwanych kartek" (gościnnie: Rover)                                                                      | [ 35 ] |
| TMK Aka Piekielny/R-Ice – Kilka kartek   | 2012 | "Siła" (gościnnie: Shot, Rover, Dominika Sroczyńska) "Dziś się bawmy" (gościnnie: Rover)                         | [ 15 ] |
| Joker NS – Świat od zaraz                | 2013 | "On wszystko składa w jedną całość" (gościnnie: Rover)                                                           | [ 16 ] |
| Wicher & Jimmy Kiss – Werniks            | 2013 | "Guernica" (gościnnie: TMK Aka Piekielny, Rover, Robak)                                                          | [ 17 ] |
| Konik & Kuoter – Parę przemyśleń         | 2013 | "2020" (gościnnie: Enson, Rover, DJ Ace)                                                                         | [ 18 ] |
| Deobson – Oddycham                       | 2013 | "Serce inaczej pompuje krew" (gościnnie: Te-Tris, Rover)                                                         | [ 19 ] |
| Z.B.U.K.U – Że życie ma sens             | 2013 | "To więcej niż muzyka" (gościnnie: Rover)                                                                        | [ 27 ] |
| Efen – Nowe zmienne                      | 2013 | "Jest nas dwóch" (gościnnie: Stochu, Rover)                                                                      | [ 36 ] |
| 3czwarte Sukcesu – Dwa spojrzenia        | 2013 | "Dwa spojrzenia" (gościnnie: Rover)                                                                              | [ 37 ] |
| Makary – Sam dla siebie                  | 2014 | "Składam ręce" (gościnnie: Mrl, Justice, Rover)                                                                  | [ 38 ] |
| NoNaMe – Pamiętam kim jestem             | 2014 | "Nie tak dawno temu" (gościnnie: MRL, Pawlak, Blemia, Makary, Rover, Koks, DJ Łapy)                              | [ 39 ] |
| Wizja Lokalna – Delirium                 | 2014 | "Upadamy jak dziś" (gościnnie: Rover)                                                                            | [ 40 ] |
| Chada – Syn Bogdana                      | 2014 | "Nie chcę być taki jak oni" (gościnnie: Zeus, Paluch, Pih, Rover)                                                | [ 41 ] |
| Cira – Niewidzialny celebryta            | 2014 | "Gdzieś daleko" (gościnnie: Rover)                                                                               | [ 42 ] |
| Cornolio – Przysięgam                    | 2014 | "Ostatnia kartka" (gościnnie: Rover)                                                                             | [ 43 ] |
| Czeski – Na pewno warto                  | 2014 | "Na co mnie stać" (gościnnie: Daga, Rover)                                                                       | [ 44 ] |
| Pawbeats – Utopia                        | 2014 | "Bracia" (gościnnie: Flojd, Rover)                                                                               | [ 45 ] |
| Pawlak – Niepoprawnie                    | 2014 | "Zmiana zasad" (gościnnie: Rover)                                                                                | [ 46 ] |
| Fabster – Kontrasty                      | 2014 | "CV" (gościnnie: Rover, Bzyker, Truck North, Vienio, WTM, DJ Technik)                                            | [ 47 ] |
| KPSN – Resentyment                       | 2014 | "Oczy" (gościnnie: Rover, Gontar, Stochu)                                                                        | [ 48 ] |
| Planet ANM, Eljot Sounds – Universum     | 2014 | "Pęd powietrza" (gościnnie: Rover)                                                                               | [ 49 ] |
| Z.B.U.K.U – Życie szalonym życiem        | 2014 | "Nie będziesz pierwszy" (gościnnie: Rover)                                                                       | [ 50 ] |
| Nitro – Kalejdoskop                      | 2015 | "Alzheimer" (gościnnie: Rover, Enson)                                                                            | [ 51 ] |
| Skor – Nadziemie                         | 2015 | "Upadam" (gościnnie: Buka, Rover)                                                                                | [ 52 ] |
| Voskovy – Second Hand                    | 2015 | "Totolotek" (gościnnie: Rover, DJ Flip)                                                                          | [ 53 ] |
| TMK aka Piekielny – Abazja               | 2015 | "Znasz ich?" (gościnnie: Rover, Hyziu)                                                                           | [ 54 ] |
| Luka – P.L.S.V.                          | 2015 | "Widze więcej" (gościnnie: Rover) "Zostań" (gościnnie Rover)                                                     | [ 55 ] |
| LWWL – Fragment całości                  | 2015 | "Drań" (gościnnie: Rover, Grosik, Nicola Bębenek)                                                                | [ 56 ] |
| NNFOF – No Name Fuck The Fame            | 2015 | "Eskapizm" (gościnnie: Rover, Jopel)                                                                             | [ 57 ] |
| Rap najlepszej marki vol. 2 (kompilacja) | 2016 | Rover, Oxon - "Wilk z Wall Street"                                                                               | [ 58 ] |

## Teledyski
| Tytuł                                                  | Rok  | Reżyseria/Realizacja | Album                  | Źródło |
| ------------------------------------------------------ | ---- | -------------------- | ---------------------- | ------ |
| "Kalejdoskop wspomnień"                                | 2011 | —                    | Kalejdoskop wspomnień  | [ 7 ]  |
| "Mów do mnie"                                          | 2012 | Karol Bucki          | 24                     | [ 11 ] |
| "Kropla"                                               | 2012 | Jacek Gołda          | 24                     | [ 12 ] |
| "Sen / Poranek"                                        | 2012 | Emery Film Studio    | 24                     | [ 13 ] |
| "Konfesjonał / Surrealizm"                             | 2013 | Lech Films           | Odźwierny              | [ 22 ] |
| "Autobiografia"                                        | 2013 | Lech Films           | Odźwierny              | [ 23 ] |
| "Jednorożec"                                           | 2013 | Evil Eye Studio      | Odźwierny              | [ 24 ] |
| "Roadtrip 2"                                           | 2013 | Unlimited Explorers  | Odźwierny              | [ 21 ] |
| "Motyle"                                               | 2013 | R5 FILMS             | Odźwierny              | [ 25 ] |
| "#Hot16Challenge"                                      | 2014 | —                    | —                      | [ 59 ] |
| "Walking Dead"                                         | 2015 | BDV Studio           | Słowoplastyka          | [ 60 ] |
| "Cartoon Network"                                      | 2015 | BDV Studio           | Słowoplastyka          | [ 61 ] |
| "Matka Polka"                                          | 2015 | BDV Studio           | Słowoplastyka          | [ 62 ] |
| "Tydzień"                                              | 2015 | Delaflow             | Słowoplastyka          | [ 63 ] |
| Gościnnie                                              |      |                      |                        |        |
| Trupi - "Jeżeli zwątpisz" (gościnnie: Rover)           | 2012 | Unlimited Explorers  | Z mocą patentu         | [ 64 ] |
| Z.B.U.K.U - "To więcej niż muzyka" (gościnnie: Rover)  | 2013 | Michał Pawelczak     | Że życie ma sens       | [ 28 ] |
| Cira - "Gdzieś daleko" (gościnnie: Rover)              | 2014 | —                    | Niewidzialny celebryta | [ 65 ] |
| Z.B.U.K.U - "Nie będziesz pierwszy" (gościnnie: Rover) | 2014 | Delaflow             | Życie szalonym życiem  | [ 66 ] |